# Porella rikuzana
Porella rikuzana là một loài rêu tản trong họ Porellaceae. Loài này được (Stephani) S. Hatt. miêu tả khoa học lần đầu tiên năm 1944.